# Ramon Strauch i Vidal
Ramon Strauch i Vidal (Tarragona, 1760 — Vallirana, Baix Llobregat, 15 d'abril de 1823) fou un frare franciscà, bisbe de Vic. La seva activitat política fou antiliberal i absolutista. Mort pels seus rivals polítics al final del Trienni liberal, fou considerat màrtir pels seus partidaris. Ha estat proclamant servent de Déu per l'Església catòlica.

## Biografia
Ramon Strauch era fill d'un militar suís al servei de l'exèrcit espanyol. Volent fer vida religiosa, ingressà als setze anys a un convent de franciscans observants. Traslladat a Mallorca, en 1789 fou nomenat catedràtic de la Universitat de Mallorca. Durant la Guerra del Francès fundà a Palma el Semanario cristiano político, obertament antiliberal i extremadament crític amb les Corts de Cadis i la seva obra. Això provocà que fos empresonat, però continuà dirigint el setmanari. Traduí a la presó l'Histoire du clergé pendant la Révolution, de Barruel.
El 1816 fou nomenat bisbe de Vic. Quan el 1820 arribà al poder el règim liberal (l'anomenat Trienni liberal), posà de manifest la seva postura proabsolutista. El gener del 1821 provocà un fort conflicte amb l'ajuntament de Vic i s'hagué de retirar un temps a una masia de Sant Boi de Lluçanès. Els liberals el consideraven un clar partidari de l'Antic Règim i l'acusaven de connivència amb les partides reialistes que atacaven les contrades. Pol de Quimbert cità el seu nom entre els personatges relacionats amb la Regència d'Urgell, per la qual cosa estigué temptat de fugir a França; tornà a Vic i fou detingut per Antoine Rotten, general liberal, al començament d'octubre i portat a la Ciutadella de Barcelona.
L'entrada a Catalunya de les tropes franceses dels Cent Mil Fills de Sant Lluís provocà les ires dels exaltats liberalistes, que demanaren la mort del bisbe com a resposta a la invasió. Rotten se n'encarregà; per no provocar reaccions contràries a la ciutat, el 15 d'abril de 1823, va simular que traslladava el bisbe a Tarragona i, en arribar a Vallirana, posant com a excusa un fals atac dels reialistes al comboi, va fer afusellar el bisbe i el llec que el servia. Els seus cossos quedaren al camí, fins que dos dies després foren recollits.